# كيفن بيكون
كيفن بيكون (بالإنجليزية: Kevin Bacon)‏ هو فارس ‏ أسترالي، ولد في 20 مارس 1932 في دانغونغ ‏ في أستراليا.

## وصلات خارجية
- كيفن بيكون على موقع أوليمبيديا (الإنجليزية)
- كيفن بيكون على موقع اللجنة الأولمبية الأسترالية (الإنجليزية)